# 5177 Hugowolf
5177 Hugowolf este un asteroid din centura principală de asteroizi.

## Descriere
5177 Hugowolf este un asteroid din centura principală de asteroizi. A fost descoperit pe 10 ianuarie 1989 la Tautenburg de Freimut Börngen. Asteroidul prezintă o orbită caracterizată de o semiaxă mare de 2,34 ua, o excentricitate de 0,13 și o înclinație de 2,7° în raport cu ecliptica.